# Diksoniowate
Diksoniowate (Dicksoniaceae) – rodzina paproci z rzędu olbrzymkowców. Obejmuje w zależności od ujęcia trzy lub cztery rodzaje z ok. 35 gatunkami. Jej przedstawiciele występują głównie na półkuli południowej. Zaliczane są do tzw. paproci drzewiastych. Zasięg geograficzny obejmuje (wraz z pobliskimi wysepkami) obszar od Malezji poprzez Nową Gwineę, Nową Kaledonię, Samoa, wschodnią Australię, Tasmanię aż po Nową Zelandię. Diksoniowate rosną również w Ameryce Południowej i Centralnej od Kuby przez południowy Meksyk, Boliwię po Chile. Odizolowane stanowiska spotkać można na archipelagu Juan Fernández oraz na Wyspie Świętej Heleny. Na kontynencie afrykańskim nie występują. Diksonia antarktyczna uprawiana jest jako roślina doniczkowa. 

## Morfologia

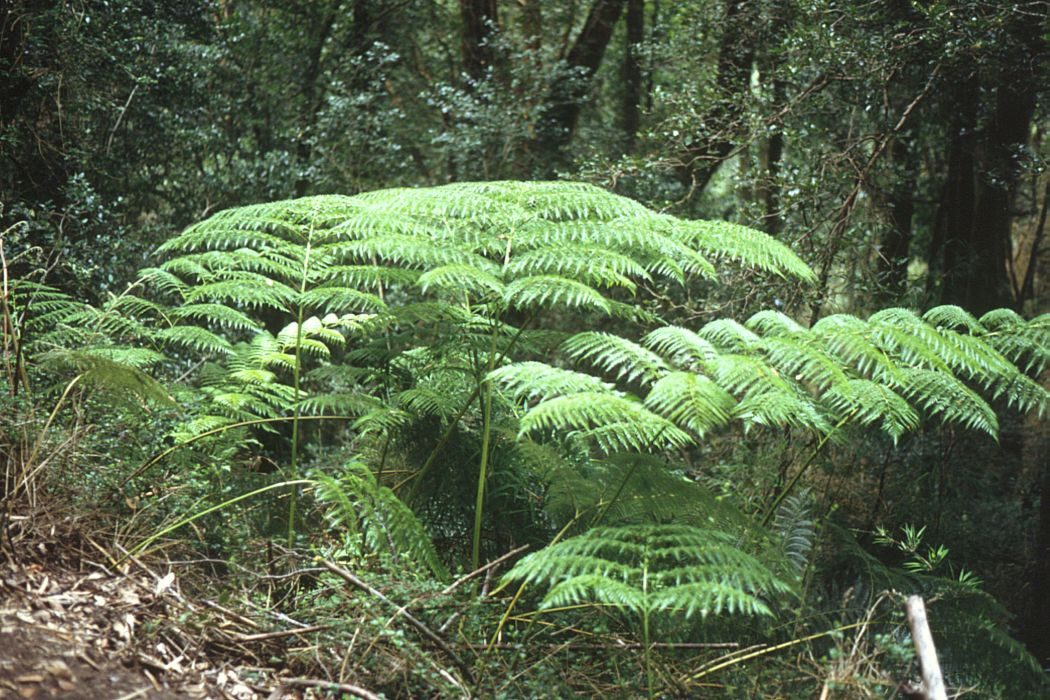
Lophosoria quadripinnata

Wiele gatunków wykształca zdrewniały "pień". W istocie, jest to pionowe kłącze obrośnięte korzeniami przybyszowymi. Jego maksymalna wysokość wynosi około 10 metrów. Spośród paproci drzewiastych o wiele większe rozmiary osiągają blisko spokrewnione olbrzymkowate. Na przykład, nowozelandzka paproć mamaku (Cyathea medullaris) dorasta ponad 20 metrów. Na szczycie rośliny znajduje się parasol długich liści. Ich cechą charakterystyczną jest występowanie szorstkich włosków zamiast łusek, jak u olbrzymkowatych. Niektóre diksoniowate nie przyjmują drzewiastego pokroju – płożą się lub są epifitami.

## Filogeneza i systematyka
W obrębie rzędu olbrzymkowców (Cyatheales) rodzina diksoniowatych (Dicksoniaceae) znajduje się w politomii z rodzinami olbrzymkowatych (Cyatheaceae), otężałkowatych (Cibotiaceae) i Metaxyaceae, przy czym zdaje się być najbliżej spokrewniona z otężałkowatymi. W niektórych ujęciach diksoniowate uważane są za starsze ewolucyjnie od olbrzymkowatych. Najwcześniejsze ich ślady kopalne pochodzą z triasu. 
Pozycja rodziny w kladogramie rzędu olbrzymkowców według systemu PPG I (2016):
|  | otężałkowate Cibotiaceae                                                   |
|  |                                                                            |
|  | \| \| Metaxyaceae \| \| \| \| \| \| diksoniowate Dicksoniaceae \| \| \| \| |
|  |                                                                            |
|  | Metaxyaceae                                                                |
|  |                                                                            |
|  | diksoniowate Dicksoniaceae                                                 |
|  |                                                                            |

|  | Metaxyaceae                |
|  |                            |
|  | diksoniowate Dicksoniaceae |
|  |                            |

|  | otężałkowate Cibotiaceae                                                   |
|  |                                                                            |
|  | \| \| Metaxyaceae \| \| \| \| \| \| diksoniowate Dicksoniaceae \| \| \| \| |
|  |                                                                            |
|  | Metaxyaceae                                                                |
|  |                                                                            |
|  | diksoniowate Dicksoniaceae                                                 |
|  |                                                                            |

|  | Metaxyaceae                |
|  |                            |
|  | diksoniowate Dicksoniaceae |
|  |                            |

|  | \| \| Culcitaceae \| \| \| \| \| \| Plagiogyriaceae \| \| \| \| |
|  |                                                                 |
|  | Loxsomataceae                                                   |
|  |                                                                 |
|  | Culcitaceae                                                     |
|  |                                                                 |
|  | Plagiogyriaceae                                                 |
|  |                                                                 |

|  | Culcitaceae     |
|  |                 |
|  | Plagiogyriaceae |
|  |                 |

|  | \| \| Culcitaceae \| \| \| \| \| \| Plagiogyriaceae \| \| \| \| |
|  |                                                                 |
|  | Loxsomataceae                                                   |
|  |                                                                 |
|  | Culcitaceae                                                     |
|  |                                                                 |
|  | Plagiogyriaceae                                                 |
|  |                                                                 |

|  | Culcitaceae     |
|  |                 |
|  | Plagiogyriaceae |
|  |                 |

|  | otężałkowate Cibotiaceae                                                   |
|  |                                                                            |
|  | \| \| Metaxyaceae \| \| \| \| \| \| diksoniowate Dicksoniaceae \| \| \| \| |
|  |                                                                            |
|  | Metaxyaceae                                                                |
|  |                                                                            |
|  | diksoniowate Dicksoniaceae                                                 |
|  |                                                                            |

|  | Metaxyaceae                |
|  |                            |
|  | diksoniowate Dicksoniaceae |
|  |                            |

|  | otężałkowate Cibotiaceae                                                   |
|  |                                                                            |
|  | \| \| Metaxyaceae \| \| \| \| \| \| diksoniowate Dicksoniaceae \| \| \| \| |
|  |                                                                            |
|  | Metaxyaceae                                                                |
|  |                                                                            |
|  | diksoniowate Dicksoniaceae                                                 |
|  |                                                                            |

|  | Metaxyaceae                |
|  |                            |
|  | diksoniowate Dicksoniaceae |
|  |                            |

|  | \| \| Culcitaceae \| \| \| \| \| \| Plagiogyriaceae \| \| \| \| |
|  |                                                                 |
|  | Loxsomataceae                                                   |
|  |                                                                 |
|  | Culcitaceae                                                     |
|  |                                                                 |
|  | Plagiogyriaceae                                                 |
|  |                                                                 |

|  | Culcitaceae     |
|  |                 |
|  | Plagiogyriaceae |
|  |                 |

|  | \| \| Culcitaceae \| \| \| \| \| \| Plagiogyriaceae \| \| \| \| |
|  |                                                                 |
|  | Loxsomataceae                                                   |
|  |                                                                 |
|  | Culcitaceae                                                     |
|  |                                                                 |
|  | Plagiogyriaceae                                                 |
|  |                                                                 |

|  | Culcitaceae     |
|  |                 |
|  | Plagiogyriaceae |
|  |                 |

Podział rodziny
Do rodziny zalicza się trzy lub cztery rodzaje:
- Calochlaena (Maxon) R. A. White et M. D. Turner (1988)
- Dicksonia L'Héritier (1789) – diksonia (tu należy wyodrębniany czasem rodzaj Balantium Kaulf.)
- Lophosoria K. B. Presl (1847)

Ostatni z rodzajów bywa w bardzo wąskich ujęciach systematycznych wyodrębniany w monotypową rodzinę Lophosoriaceae. Z kolei w szerokich ujęciach należą tu rodzaje wyodrębniane w rodziny olbrzymkowatych (Cyatheaceae) i otężałkowatych (Cibotiaceae).

## Ekologia
Przedstawiciele rosną w lasach deszczowych strefy międzyzwrotnikowej oraz w wilgotnych lasach strefy umiarkowanej. W gorętszym klimacie preferują lasy górskie. Nie tolerują suszy ani ostrych mrozów, choć niektóre gatunki wytrzymują spadki temperatury do -5 stopni Celsjusza.